# Krasznodar

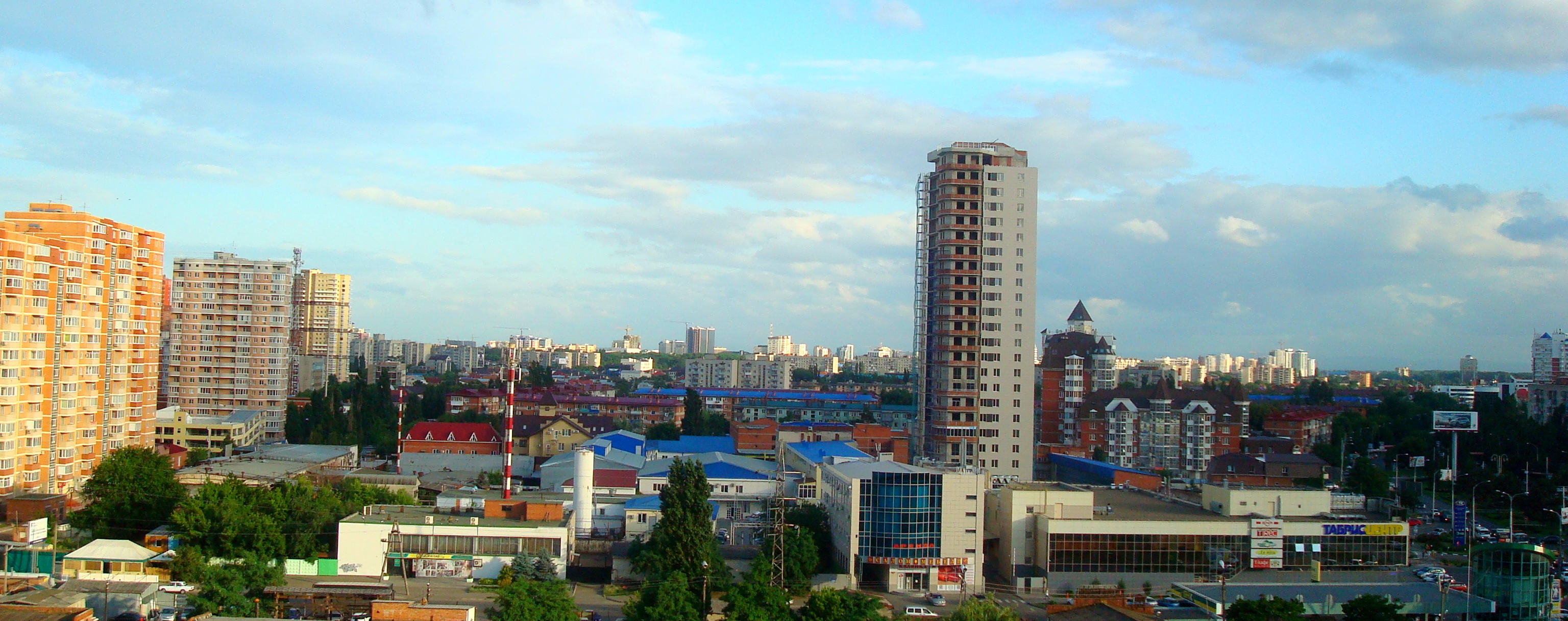
A város egy képe

Krasznodar (oroszul Краснодар) város Oroszország déli részén, a Kaukázus előterében; a Krasznodari határterület székhelye.
Lakossága: 744 995 fő (a 2010. évi népszámláláskor).

## Fekvése
Krasznodar a Kelet-európai-síkság délnyugati szélén, a Kubányi-alföld déli részén, a Kubán folyó partján fekszik.
Földrajzi koordinátái: é. sz. 45° 02′, k. h. 38° 59′45.033333°N 38.983333°E.

## Története

### Alapítása
II. Katalin 1792. június 30-án kelt adománylevelében a feketeföldi kozákoknak adományozta a Kubán folyó és az Azovi-tenger közötti területet.
1793 júniusában a területre érkezett Zahár Csepega kozák atamán, és kijelölte a leendő székváros helyét. 1794 nyarán mérték fel a területet, készítették el a település tervrajzát. Az építkezést 1794. szeptember 18-án kezdték.

### Jekatyerinodar
A város első iskoláját 1803-ban nyitották. 1820-ban nyílt a Kubáni Katonai Gimnázium, amely alapvetően a katonai szolgálatra készítette fel a kozákok gyermekeit, de a város anyagi támogatásával úgy nevezett párhuzamos osztályokban polgári oktatás is volt.
A városba 1820-ban Puskin, majd 1837-ben Lermontov is ellátogatott.
A város a 20. század elejéig elsődlegesen garnizon volt.
A Kubán folyó és a termékeny föld jelentős kereskedelmi központtá tette a várost. A 19. században évente négyszer jelentős vásárt tartottak. 1888-ban a városnak 43 500 lakosa volt.
Az iparosodás az 1910-es években indult meg. Nagy kohókat, fémfeldolgozó és olajipari üzemeket alapítottak.
Kultúrtörténetileg jelentős az 1811-ben Krasznodarban alapított, világhírű Kubáni Állami Kozák Férfikar.

### Krasznodar
Az októberi forradalmat követő orosz polgárháborúban a város szinte folyamatos harcok színhelye volt: csak 1918-ban háromszor cserélt gazdát. 1919-ben Gyenyikin tábornok serege foglalta el, majd 1920. március 17-én a 9. Vörös Hadsereg foglalta vissza, ezen a környéken is stabilizálva a szovjethatalmat. A város ekkor a környékbeli menekültekkel együtt közel 150 000 lakost számlált. Újraindították a nehézipari üzemeket, és 1920. december 7-én a város felvette a Krasznodar nevet.
1942. augusztus 9-én Krasznodart elfoglalta a Wehrmacht (az „A” hadseregcsoport). A Vörös Hadsereg 1943. február 12-én szabadította fel.

## Gazdasági élet, közlekedés

### Gazdaság
A város gazdaságában meghatározó a könnyűipar.

### Közlekedés
A várostól kb. 15 km-re keletre található krasznodari repülőtér (IATA: KRR, ICAO: URKK) Dél-Oroszország egyik legjelentősebb repülőtere, hivatalos nemzetközi repülőtér. Tizenkilenc légitársaság járatai kötik össze Oroszország jelentősebb városaival és Béccsel, illetve Münchennel.
Krasznodar fontos folyami kikötő.

## Krasznodar testvérvárosai
- Tallahassee, USA
- Karlsruhe, Németország
- Burgasz, Bulgária
- Harbin, Kína
- Ferrara, Olaszország
- Modena, Olaszország